# Винтебио (Верчели)
Винтебио је насеље у Италији у округу Верчели, региону Пијемонт.
Према процени из 2011. у насељу је живело 350 становника. Насеље се налази на надморској висини од 296 м.